# Stig André Berge
Stig-André Berge (født 20. juli 1983) er en græsk-romersk bryder fra Norge, der konkurrerer i 59–60 kg kategorien. Han vandt bronzemedaljer ved verdensmesterskaberne 2014 og OL i 2016.